# Miles Joseph
Miles Joseph (2 maggio 1974) è un allenatore di calcio ed ex calciatore statunitense, di ruolo centrocampista, vice-allenatore del Charlotte FC.

## Carriera

### Club
Ha sempre giocato nel campionato statunitense.

### Nazionale
Con la maglia della Nazionale ha partecipato alle Olimpiadi del 1996.